# Прикладники
Прикладники (укр. Прикладники) — село в Локницкой сельской общине Варашского района Ровненской области Украины.
До 2020 года входило в Заречненский район.
Близ села проходит белорусско-украинская граница.
Население по переписи 2001 года составляло 273 человека. Почтовый индекс — 34012. Телефонный код — 3632. Код КОАТУУ — 5622286203.